# 서울의 밤거리
<서울의 밤거리>는 대한민국의 여성 싱어송라이터 장덕에 의해 작사되고 김트리오의 멤버 김파에 의해 작곡된 곡이다. 타 작곡가에게 작곡을 맡긴, 장덕이 작곡하지 않은 몇 안되는 작품으로 장덕의 네번째 정규 음반 《얘얘》의 B면의 머릿곡으로 발표되었다. 이 곡은 서울의 밤거리를 동경하는 동경하는 내용이 담겨 있어 지방에서 특히 인기를 끌었다.

## 배경
1980년 장덕은 김트리오가 발표한 정규 2집 음반 《꽃띠여자》에서 작사가로 참여한 바 있다. 그 곡은 <사랑은 영원히>라는 제목의 곡으로 작곡은 김파가 하였다. 장덕은 이후 김파와 맺은 인연으로 가끔 김파의 집에 놀러 가곤 했는데, 어느날 김파가 작곡한 곡들을 악보로 접하고 기타를 치며 노래 부르다가 자신의 음반에 수록하고 싶다는 욕심을 갖게 된다. 그리고 김파에게 이 곡들을 내가 발표하겠다고 부탁을 하는데, 김파는 예전에 자신도 장덕의 곡을 자신의 음반에 수록한 적이 있기에 답례로서 흔쾌히 승낙을 하고, 곧 장덕은 그 곡들에 가사를 붙여 《얘얘》 음반에 수록하게 된다. 김파가 《얘얘》 음반에서 작곡가로 참여한 곡은 세 곡으로 <얘얘>, <서울의 밤거리>, <나의 꿈 이야기>이다.

## 가사
장덕이 발표한 많은 대부분의 곡들은 자신의 생각과 이야기를 담은 것이다. 《얘얘》 음반 또한 그러하며 수록곡 중 <서울의 밤거리>는 알고 지낸지 얼마 안된 연인과의 이야기를 담은 것으로 1988년 서울올림픽을 얼마 앞두고 많은 연인들이 지나는 더욱 안전하고 밝아진 가로등 밤거리를 연인과 손잡고 거닐며 느꼈던 행복한 감정들을 써 낸 것이라는 설이 있다. <서울의 밤거리> 뿐 만이 아니라 《얘얘》 음반의 수록곡들 대부분이 당시의 연인에 관하여 노래 하고 있다.

## 특징
가사에서는 빨간 공중전화 박스 안에서 동전을 넣고 연인에게 연락하기 위해 다이알을 돌리는 장면이 묘사되어 있어 시대적 배경이 1980년대임을 말해주고 있다. 당시에는 핸드폰이 없던 시절이 없었기 때문에 집과 회사를 나와서는 공중전화 박스가 애용되었다. 요즘의 공중전화 박스는 간혹 핸드폰을 놓고 온 상황에서 급하게 전화를 해야 할 사람들을 위한 곳으로 바뀌었다.